# Jędrzejek
Jędrzejek – dzielnica Kobyłki, w województwie mazowieckim, w powiecie wołomińskim. Leży w centralnej części Kobyłki. Do 1957 samodzielna miejscowość.
Osada powstała w czasach parcelacji kobyłeckiego majątku ziemskiego, kiedy to właściciele nadawali poszczególnym terenom imiona swoich dzieci (Antolek, Jędrzejek, Piotrówek, Stefanówka).
W latach 1867–1928 parcela w gminie Radzymin, a 1928–1954 w gminie Kobyłka w powiecie radzymińskim. 20 października 1933 utworzył gromadę w granicach gminy Kobyłka, składającą się z parceli Jędrzejek i kolonii Danina.
Od 1 lipca 1952 w powiecie wołomińskim.
W związku z reorganizacją administracji wiejskiej jesienią 1954 Jędrzejek wszedł w skład gromady Kobyłka.
1 stycznia 1957 gromadę Kobyłka przekształcono w osiedle, przez co Jędrzejek stał się integralną częścią Kobyłki, a w związku z nadaniem Kobyłce praw miejskich 1 stycznia 1969 – częścią miasta.

## Ulice
W granicach Jędrzejka  znajdują się następujące ulice:
Gen. Władysława Andersa, Fryderyka Chopina, Marii Dąbrowskiej, Bartosza Głowackiego, Jana Heweliusza, Jakuba Jasińskiego, Jesionowa, Jezuicka, Jana
Kilińskiego, Mikołaja Kopernika, Gen. Tadeusza Kościuszki, Legionów Polskich, Waleriana Łukasińskiego, Józefa Madalińskiego, Jana Matejki, Stanisława Moniuszki, Napoleona, Juliana Ursyna Niemcewicza, Kleofasa Ogińskiego, Ignacego Jana Paderewskiego, Paschalisa, Emilii Plater, Rydza-Śmigłego, Serwitucka, Karola Szymanowskiego, Ludwika Waryńskiego, Henryka Wieniawskiego, Walerego Wróblewskiego.